# Усть-Вимський ВТТ
Усть-Вимський ВТТ (рос. Усть-Вымский ИТЛ, Устьвымлаг) — структурна одиниця системи виправно-трудових таборів Народного комісаріату внутрішніх справ СРСР (ГУЛАГ НКВД).

Час існування: організований 16.08.37 ;
діючий на 01.01.60.

Дислокація: Комі АРСР, сел. Вожаель.

Першим начальником був старший лейтенант держбезпеки Комраков.
Станом на 1 жовтня 1938 року в Учть-Вимському ВТТ перебувало 9518 засуджених, з них 2014 жінки. На 1 березня 1952 року — 21756 утримуваних під вартою, з них 3480 жінок.

## Виконувані роботи
- лісозаготівлі, постачання лісоматеріалів для Печорського вугільного басейну,
- заготівля лижних болванок і виготовлення лиж, деревообробка, виробництво шпал, випуск меблів,
- швейне, гончарне та взуттєве виробництва,
- с/г роботи, обслуговування судоремонтних майстерень в Княжпогостинській затоці,
- буд-во складських приміщень на ст. Ропча,
- сплавні і вантажно-розвантажувальні роботи,
- обслуговування хутрових і авторемонтних майстерень,
- буд-во домобудівельного цеху, автодоріг і залізниць, виробництво цегли.